# Обрас Санитариас
Эстадио Обрас Санитариас (исп. Arena Obras Sanitarias) — крытая баскетбольная арена, расположенная в Буэнос-Айресе (Аргентина). Является домашней ареной одноименной команды. Часто используетсядля проведения спортивных турниров и музыкальных концертов. Трижды принимала финалы Межконтинентального кубка по баскетболу (1976, 1983, 1986).
На этом стадионе выступили такие музыкальные исполнители (в алфавитном порядке): Thirty Seconds to Mars, Аврил Лавин, Би Би Кинг, Bad Religion, Barón Rojo, Beastie Boys, Biohazard, Cypress Hill, Dream Theater, Duran Duran, Helloween, Héroes del Silencio, Игги Поп, Iron Maiden, Gamma Ray, Джеймс Браун, Джеймс Тейлор, Jethro Tull, Джо Сатриани, Kiss, Mägo de Oz, Megadeth, Motörhead, Nightwish, Pantera, Ramones, Red Hot Chili Peppers, Scorpions, Sepultura, Sex Pistols, Simple Minds, Ska-P, Slayer, Slipknot, Sonata Arctica, Soulfly, Stratovarius, Тарья Турунен, The Cult, The Rasmus, Van Halen и множество различных аргентинских исполнителей.
На арене было записано множество концертных альбомов. Например: That One Night: Live in Buenos Aires - Megadeth.